# Elisabethenflut 1421

Die Elisabethenflut 1421 auf einem Gemälde von ca. 1490–1495

Die Zweite Elisabethenflut (niederländisch Sint Elisabethsvloed) war eine Sturmflut am 18. und 19. November 1421, die das Gebiet der heutigen Niederlande betraf. Die Fluten wurden zu dieser Zeit nach den Namenstagen von Heiligen oder kirchlichen Feiertagen benannt. Auch die Erste Elisabethenflut im Jahre 1404 ereignete sich an einem 19. November, dem Tag der Elisabeth von Thüringen.

## Verlauf
Nach mehreren Tagen mit schweren Regenfällen drückte in der Nacht vom 18. auf den 19. November 1421 ein schwerer Sturm aus Nordwest viel Wasser nach Zeeland und Holland. Die Deiche brachen, 72 Dörfer wurden überflutet und 2.000 bis 10.000 Menschen starben. Auch die Grote Waard, ein durch einen 1283 geschlossenen Ringdeich gesichertes landwirtschaftliches Gebiet am Südufer der Maas mit etwa dreißig Dörfern, wurde überschwemmt. Das Land, das nach jahrzehntelanger Entwässerung weit unter dem Meeresspiegel bei Flut lag, ging im Zuge weiterer Sturmfluten in den folgenden Jahren, vor allem der Dritten Elisabethenflut von 1424, die den Erdboden wegspülten und auch die verbliebenen Wurten zerstörten, fast vollkommen verloren.

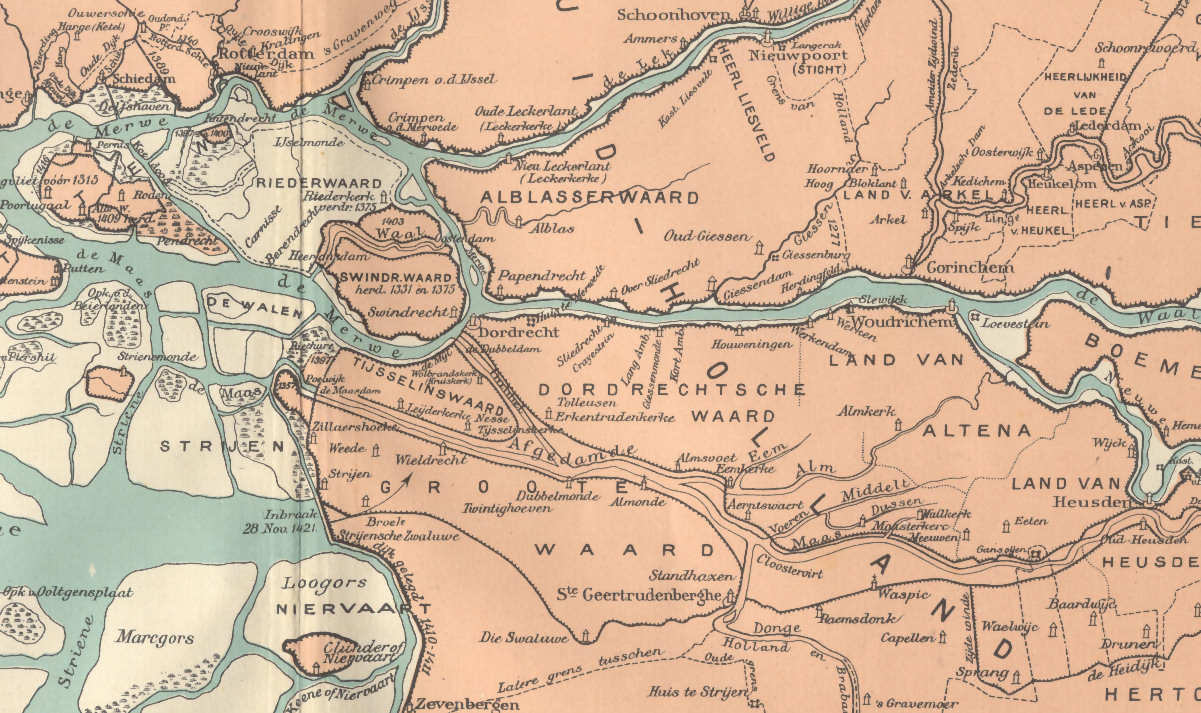
Die Grote Waard vor der Elisabethflut

Die 26 km Luftlinie voneinander entfernten Städte Dordrecht (im Nordwesten der Groten Waard) und Geertruidenberg (im Süden der Groten Waard am anderen Ufer der Maas) waren in den Haken-und-Kabeljau-Krieg in entgegengesetzten Lagern verwickelt. Es wird angenommen, dass wegen des Krieges die Deiche in schlechtem Zustand waren. Nach der Flut war man nicht mehr in der Lage, neu entstandene Wasserläufe abzudämmen und die Gebiete wieder trockenzulegen.
So entstanden im Laufe von Jahrzehnten das breite Hollands Diep und das Sumpfgebiet De Biesbosch („Binsenwald“), heute ein Nationalpark. Dordrecht liegt seit dem Sturm auf einer Insel.